# Uhrenanlage

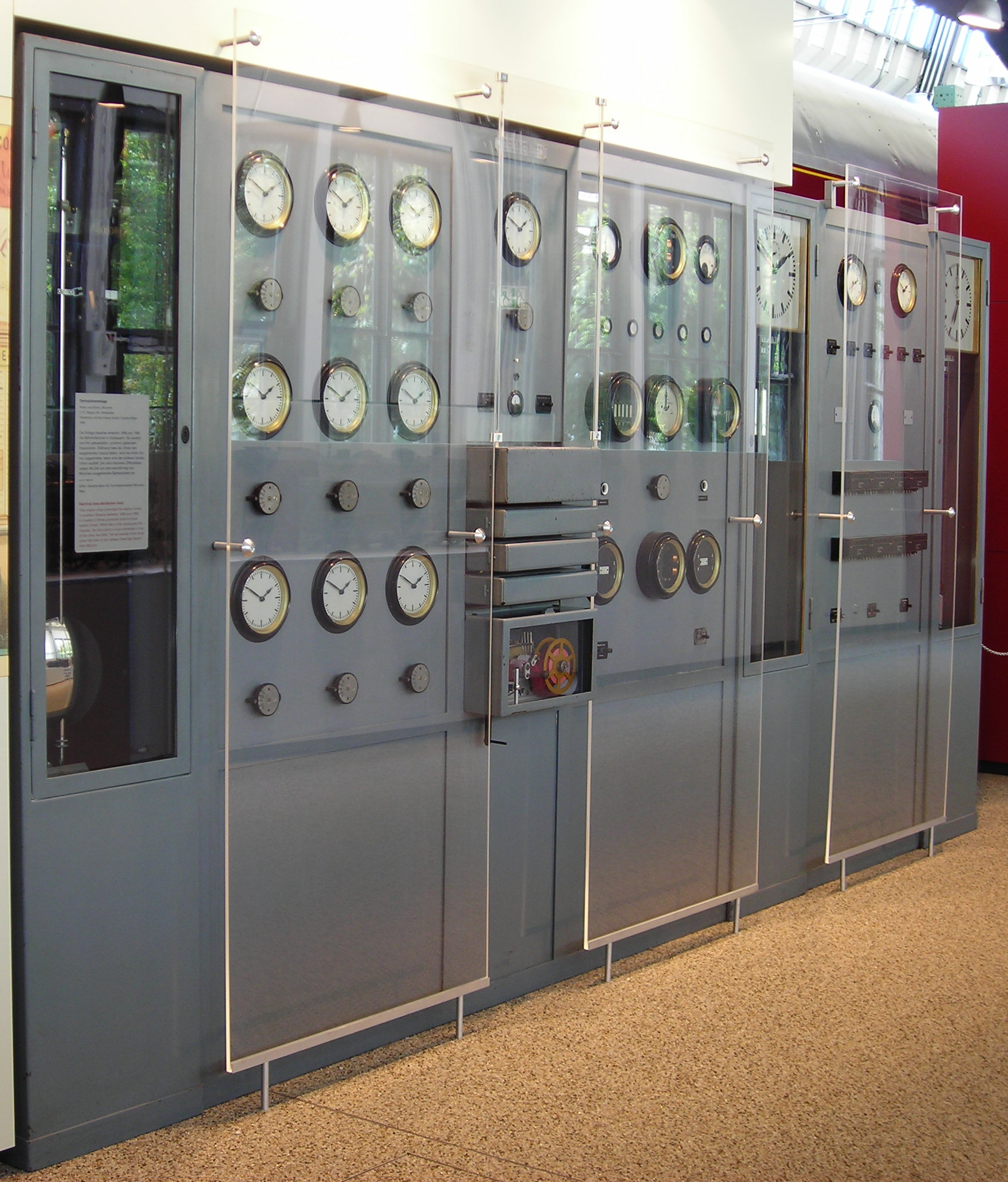
Anlage mit drei synchron geschalteten Hauptuhren, die von 1956 bis 1994 zentral sämtliche Bahnhofsuhren in Südbayern steuerte

Eine Uhren- oder Zeitdienstanlage ist eine Einrichtung, die für gleiche Zeitanzeigen an verschiedenen Orten sorgt.

## Verwendung
Uhrenanlagen werden häufig in größeren Betrieben oder öffentlichen Gebäuden wie Schulen, Krankenhäusern, Bahnhöfen oder Flughäfen installiert. Speziell die deutschen Eisenbahnen haben lange Zeit riesige synchronisierte Netze betrieben, in denen die Bahnhofsuhren nur geringfügige Abweichungen hatten.

## Komponenten
Eine Uhrenanlage besteht neben der Stromversorgung immer aus der Haupt- oder Mutteruhr und den von ihr gesteuerten Neben- oder Tochteruhren. Von einer Nebenuhr bis hin zu landesweit betriebenen Uhrenanlagen sind alle Zwischenstufen möglich. Eine Uhrenanlage kann mit zusätzlichen Signaleinrichtungen versehen sein. Signalempfänger solcher Anlagen können auch Stech- und Stempeluhren, Frankieranlagen, Fahrkartenentwerter oder eine elektronische Zeitansage sein. Meist sind auch Schaltausgänge vorhanden für die Ansteuerung von Vorgängen, die zu bestimmten Zeiten ausgelöst werden sollen, wie beispielsweise ein Pausengong.
Als Zeitgeber können gegebenenfalls zwei oder mehrere Hauptuhren sich gegenseitig im Gleichlauf erhalten. Es ist auch möglich, elektromechanische Hauptuhren von einem übergeordneten Zeitdienst aus fernzusteuern. Bei Stromausfall speichert eine Nachlaufeinrichtung die Information über die Anzahl der nicht an die Nebenuhren ausgesendeten Impulse, um sie bei wieder vorhandener Spannung selbsttätig nachzustellen. Auf eine solche Nachlaufeinrichtung kann verzichtet werden bei batteriebetriebenen oder mit Notstromversorgung ausgestatteten Anlagen.

### Nebenuhren

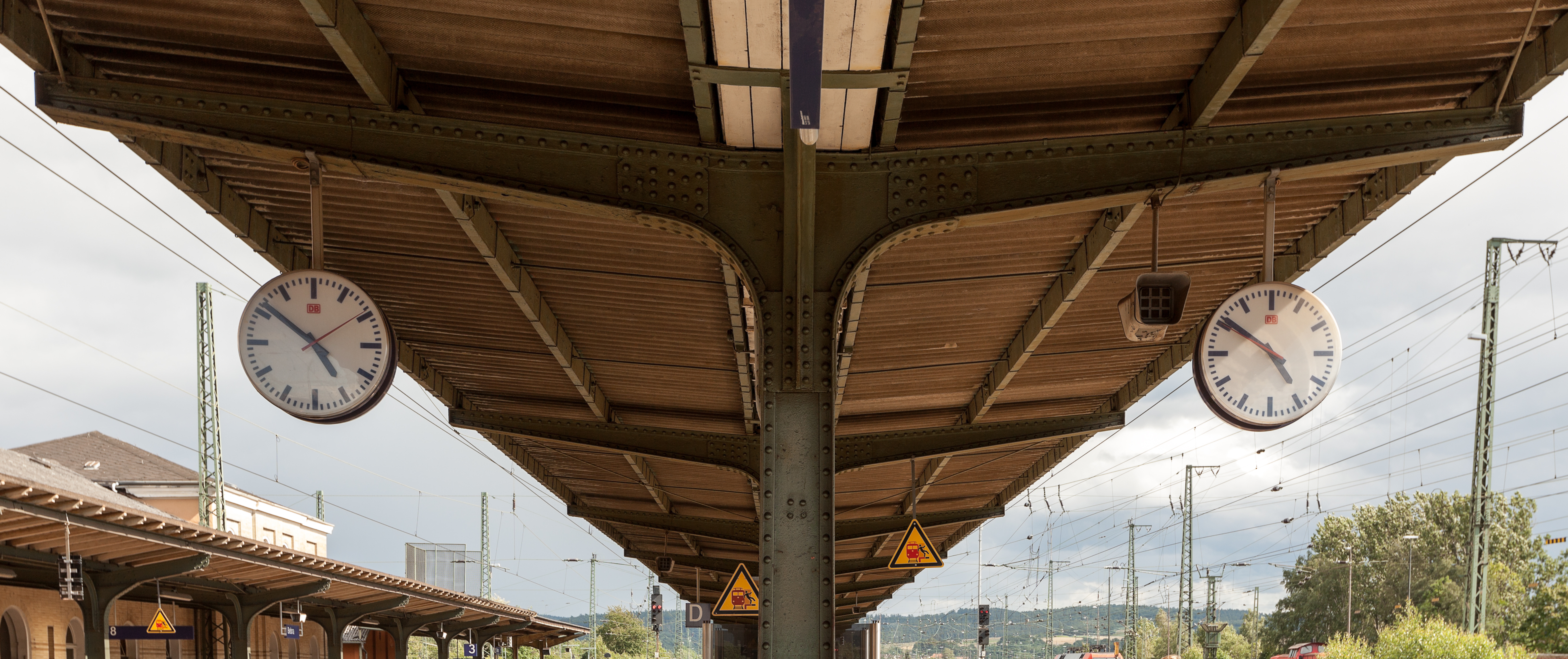
Nicht synchronisierte Nebenuhren

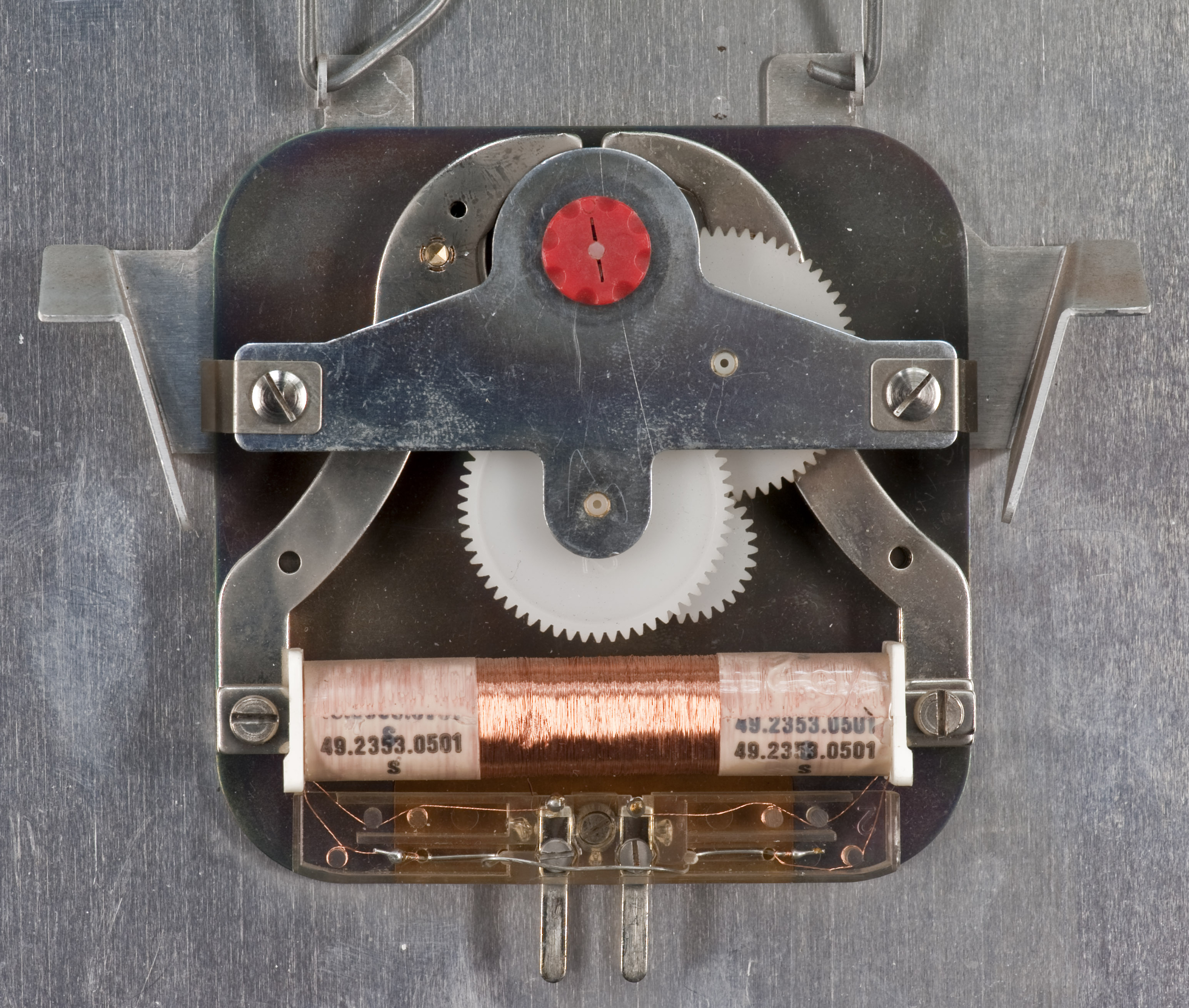
Lavet-Schrittmotor einer Nebenuhr
(T&N um 1960)

Die Nebenuhren beinhalten in der Regel lediglich einen Lavet-Schrittmotor, welcher von den Signalimpulsen der Hauptuhr weitergestellt wird. Die an derselben Hauptuhr angeschlossenen Nebenuhren zeigen, zumindest solange im Netz keine technischen Probleme entstehen, immer alle die gleiche Zeit an. Auch Korrekturen, wie die Sommer- oder Winterzeitumstellung, sind zentral und damit einfach machbar. Der Unterhalt der Anlage ist erheblich günstiger als bei einer großen Anzahl selbständiger Einzeluhren. Für den Antrieb etwaiger Sekundenzeiger und den Betrieb der Beleuchtung wird eine separate Spannungsversorgung an der Nebenuhr benötigt. Die Hemmung des schneller laufenden Sekundenzeigers erfolgt entweder mechanisch oder durch elektrische Abschaltung des Antriebes beim Erreichen der 12-Uhr-Stellung, bis der nächste Minutenimpuls der Hauptuhr den Minutenzeiger fortschaltet und den Sekundenzeiger wieder für eine Umdrehung freigibt. Ein Ausfall der örtlichen Spannungsversorgung der Nebenuhr hat lediglich ein Stehenbleiben des Sekundenzeigers zur Folge, während Minuten- und Stundenzeiger weiterhin die Zeit der Hauptuhr anzeigen.
Ein weiteres Verfahren sind freilaufende, mit einem Synchronmotor aus der Netzspannung betriebene Nebenuhren, die z. B. minütlich mit der Hauptuhr synchronisiert werden, indem ihr kontinuierlich laufender Sekundenzeiger (Schleichende Sekunde) bis zur definierten Freigabe durch einen Impuls der Hauptuhr in 12-Uhr-Stellung anhält. Dazu muss der Zeiger während der Zeit zwischen den Freigabeimpulsen etwas schneller laufen als die wahre Zeit. Der Vorteil dieses Verfahrens ist, dass die Antriebsleistung der Uhr nicht über die Steuerleitung übertragen werden muss. Allerdings führt hier ein Ausfall der lokalen Spannungsversorgung der Nebenuhr zum Ausbleiben der Fortschaltung und bei Netzwiederkehr wird ohne zusätzliche Maßnahmen nicht mehr die richtige Zeit angezeigt.

## Geschichte
1839 erfand und verwirklichte der Physiker und Astronom Carl August von Steinheil das Prinzip der Uhrenanlage mit Hauptuhr („Normaluhr“) und Nebenuhr. Die Pendelhauptuhr in der Universität München verfügte über einen Polwendeschalter, den der Mathematiker und Physiker Carl Friedrich Gauß erfand. Sie steuerte eine Nebenuhr in der zwei Kilometer entfernten Bogenhausener Sternwarte. Steinheil verwendete die bereits vorhandene zweiadrige Telegrafenfreileitung. Die Verdopplung der Leitungskapazität gelang durch Verwendung der Erde als gemeinsamer Rückleiter für Telegrafie und Uhr.

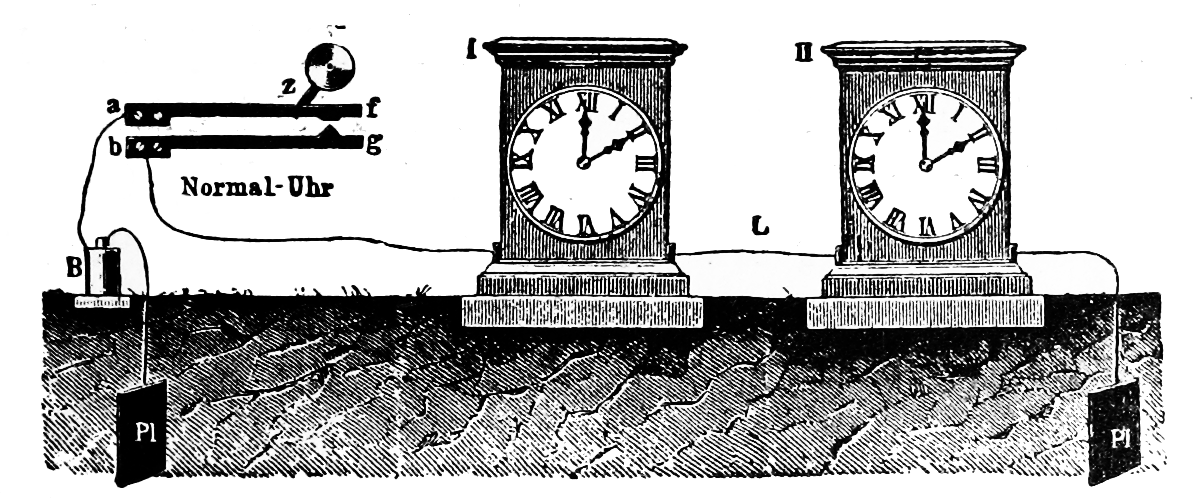
Hauptuhr (Normaluhr) mit Nebenuhren (1903)

Erste große Uhrenanlagen kamen in Deutschland Ende des 19. Jahrhunderts zum Einsatz, nachdem das Deutsche Reich im Jahr 1893 die Mitteleuropäische Zeit auf Drängen der Eisenbahngesellschaften eingeführt hatte (Gesetz betreffend die Einführung einer einheitlichen Zeitbestimmung). Zuvor mussten bei den Fahrplänen der Eisenbahnen mehr als 60 lokale Zeitordnungen einzelner Regionen und Städte berücksichtigt werden. Die Eisenbahn gilt daher als Initiatorin einer Vereinheitlichung der Zeitgebung in Deutschland.
Nach dem Zweiten Weltkrieg baute die Deutsche Bundesbahn ein Netzwerk auf, an dessen Knoten sich jeweils eine Hauptuhr mit Verbindungen zu weiteren Hauptuhren befand. Jeweils um Mitternacht wurde der bundesweite Zeitangleich von der Zentraluhr des Deutschen Hydrographischen Instituts in Hamburg vorgenommen.
Derzeit  fungieren nach Angaben der Deutschen Bahn 2.500 ihrer insgesamt 17.000 Uhren als Hauptuhren. Sie sind als Funkuhren ausgeführt und empfangen das Signal des Zeitzeichensenders DCF77.
Mit der weiten Verbreitung preisgünstiger Funkuhren sind die Uhrenanlagen im Rückzug begriffen. Speziell große Systeme wie die der Bahnen werden in kleine örtliche Zellen zerlegt, bei denen die Zeitsignale nicht mehr von einer Uhrenzentrale kommen; sie werden über den Sender DCF77 von der Physikalisch-Technischen Bundesanstalt in Braunschweig synchronisiert bzw. über vergleichbare Zeitdienste anderer Länder (BEV Wien, HBG-Sender Neuchâtel, OMA Prag). Häufig kommen auch funkgesteuerte Einzeluhren zur Anwendung. Da in vielen Gebäuden allerdings kein DCF77-Signal empfangen werden kann, werden die Uhrenanlagen auch in Zukunft nicht vollständig von Funkuhren verdrängt werden.

## Bedeutende Hersteller

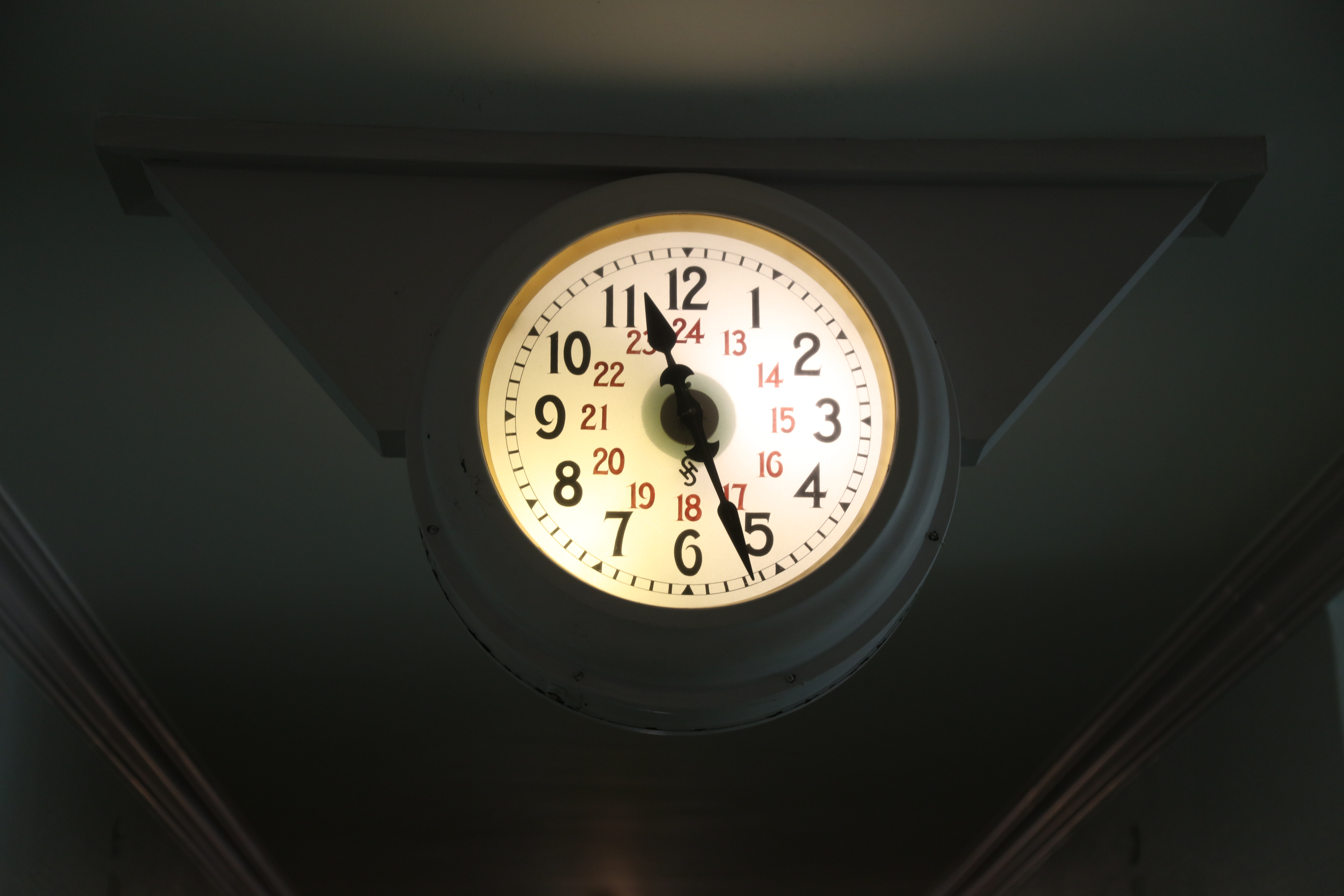
Nebenuhr einer Anlage von Siemens & Halske aus dem Jahr 1899 im Hotel Schatzalp bei Davos

Der Uhrmacher und Unternehmer Carl Theodor Wagner besaß ein Patent zum Betrieb von Nebenuhren. Seine Firma produzierte auch für Siemens & Halske (später Siemens AG) und Standard Elektrik Lorenz (SEL), die auch Uhrenanlagen vertrieben und herstellten. Ein weiterer großer Name im Uhrenanlagenbau war Telefonbau und Normalzeit (T&N oder Telenorma, jetzt Bosch Sicherheitssysteme). In der DDR wurden Uhrenanlagen unter dem Warenzeichen des Herstellerverbundes RFT bzw. mit dem Herstellernamen Elfema (Elektrofeinmechanik Mittweida) vertrieben. Alle diese Firmen sind nicht mehr existent oder bauen keine Uhrenanlagen mehr.
Die Firma Bürk lieferte noch bis in die 1990er Jahre Uhren z. B. für die Deutsche Bahn. Sie ist heute ein Teil der Schweizer Mobatime. In Tschechien produziert Elektročas (Nachfolger von Pragotron) Uhrenanlagen. Zwei große Hersteller verblieben in Deutschland: das mittelständische Unternehmen JUNDES Kaiser Zeitmesstechnik (früher Jauch und Schmid), das schon seit Anfang des 20. Jahrhunderts Spezialuhren herstellt, und die PEWETA in Hamburg.